# 하람베
하람베(Harambe: 1999년 5월 27일-2016년 5월 28일)는 텍사스주 브라운스빌시의 글래디스포터 동물원에서 태어난 수컷 서부저지대고릴라였다. "하람베"란 스와힐리어로 "함께 일하다"라는 뜻으로, 케냐의 국민정신이기도 하다.
하람베는 2014년 9월 18일 신시내티 동물원 겸 식물원으로 옮겨졌다. 하람베의 17세 생일 바로 다음 날이었던 2016년 5월 28일, 동물원을 방문한 3살 남아가 고릴라 우리에 떨어지는 사고가 발생했다. 아이는 고릴라 우리에 들어가 보고 싶다며 1미터 높이의 울타리를 넘어 들어갔다가 4.6 미터 아래의 해자 물 속에 떨어졌다. 사육사들은 우리 속의 고릴라 세 마리에게 집으로 들어갈 것을 명령했다. 암컷 두 마리는 지시에 따랐지만 실버백 하람베는 해자로 내려와 첨벙거리는 아이 쪽으로 다가갔다. 주변의 관람객들이 비명을 질러대자 하람베는 자극되었고, 아이를 물 밖으로 끄집어낸 뒤 다리를 잡고 끌고 다녔다. 동물원 측은 아이의 생명이 우려된다고 판단하여 고릴라를 사살하기로 결정했고, 소총 한 발에 즉사했다.
하람베 사고는 당시 현장을 촬영한 동영상이 유튜브에 올라가면서 세계적으로 논쟁의 대상이 되었다. 일부 사람들은 하람베가 아이를 해치려는 것처럼 보이지 않는다며 아이의 부모와 동물원 측에 고릴라의 죽음에 대한 책임을 지워야 한다고 주장했다. 수사 결과 아이의 부모는 검찰에 무혐의 처분을 받았지만 인터넷, 특히 소셜미디어에서 심한 공격을 받았다.
한편 하람베를 동정하며 부모를 공격하는 네티즌들과는 별개로, 그런 네티즌들을 조롱하는 풍조도 생겨나서 하람베는 2016년 가장 유행한 인터넷 밈이 되었다. 신시내티 동물원은 하람베 드립을 치는 트롤들에게 시달린 끝에 트위터 계정을 2개월간 폐쇄하기도 했다.